# خلیج فارس (روزنامه)
خلیج فارس نام یکی از مطبوعات استان فارس در دوران قاجاریه است.
این روزنامه از سال ۱۳۴۴ هـ.ق به وسیله علی دشتی در شیراز به چاپ رسیده است.